# Adamiták
Az adamiták vagy ádámiták egy ókeresztény csoport hívei voltak Észak-Afrikában a 2–4. században. Istentiszteleteik alatt nem viseltek ruhát. Később hasonló szektákról érkeztek jelentések Közép-Európában, a késő középkorban. Így a név alatt két különböző vallási szekta értendő, az egyik az i.sz. II. században, a másik 1400 körül keletkezett.
Nagyon keveset tudunk róluk és a kép, amely kialakult róluk, elsősorban keresztény teológusoktól, krónikásoktól, az „ellenségeiktől” származnak.

## Ókori adamiták
A „régi” adamiták (nevük  Ádámra utal) egy a II-IV. században élő gnosztikus felekezet. Állítólagos alapítója Prodicus, Carpocrates tanítványa Kr. u. 120-ban. Vallásuk nevét részben az Ádám mint egyik legfőbb „Aeon” (szellem) iránt érzett tiszteletüktől vették, részben onnan, hogy a paradicsomi ártatlanságot vissza akarván állítani, minden nemi közeledést tiltottak tanításukban. A házasságot eltörölték, vagyon- és nőközösséget [forrás?] hirdettek, a kultikus rendezvényeiken meztelenül vettek részt, emiatt kicsapongásokkal vádolták őket. 
Az adamitákat név szerint említi Epiphaniosz és Hippói Ágoston, valamint Alexandriai Kelemen; a gyakorlatuk leírása is tőlük ismert. Tertullianus szerint ellenezték az ima szükségességét is, nem tettek különbséget a papok és a laikusok között, és mind a paráznaság, mind a házasságtörés szent cselekedet volt náluk.
Mások olyan aszkétáknak is tartották őket, akik a testi vágyak kiirtására törekedtek és a miszticizmust gyakorolták. Elutasították a házasságot, az erőszakot, az állathús fogyasztását és a lehető leggyakrabban meztelenül éltek, egyfajta eredeti ártatlanság állapotában.
Egyes kutatók azon a véleményen vannak, hogy az eredetük régebbi időre nyúlik vissza, mint a kereszténység létrejötte.

## Középkori adamiták
A középkori adamiták avagy neo-adamiták közösségét állítólag egy Picard nevű francia alapította 1400-ban. A szekta Hollandiában, Franciaországban és különösen Csehországban volt elterjedt. Az új-adamiták kommunisztikus közösségben éltek, a szociális és vallásos meztelenséget és a szabad szerelmet gyakorolták, elvetették a magántulajdont. Hitük szerint keresztség sincs, viszont a lélek nem halhatatlan. Marokan nevű megváltóban hittek, aki nagy hadsereggel jön, és az összes embert, az adamitákat kivéve, legyilkolja. Csehországban Jan Žižka, a huszita vezér majdnem teljesen kipusztította a szektát 1421-ben.
A Vavřinec z Březové nevű korabeli cseh krónikás ezt írja: 
„Erdőkön és dombokon vándorolva néhányan olyan őrületbe estek, hogy a férfiak és a nők ledobták magukról a ruháikat és meztelenül álltak, mondván, hogy az ősszülők bűne miatt vettek magukra ruhát. Ugyanebből az őrültségből hitték, hogy nem vétkeznek, ha valamelyik testvérük kapcsolatba kerül az egyik nővel, és ha a nő teherbe esett, azt mondta, hogy a Szentlélektől fogant.”